# V420 Возничего
V420 Возничего (лат. V420 Aurigae), HD 34921 — тройная звезда в созвездии Возничего на расстоянии приблизительно 4329 световых лет (около 1327 парсеков) от Солнца. Видимая звёздная величина звезды — от +7,53m до +7,42m.

## Характеристики
Первый компонент — бело-голубая переменная Be-звезда (BE) спектрального класса B0IVpe, или B0. Масса — около 6,351 солнечных, радиус — около 25,96 солнечных, светимость — около 1673,063 солнечных. Эффективная температура — около 7246 K.
Второй компонент — компактный объект, источник рентгеновского излучения. Орбитальный период — около 0,8 суток.
Третий компонент — красный карлик спектрального класса M. Масса — около 81,59 юпитерианских (0,0779 солнечной). Удалён на 2,77 а.е..